# Agathactis
Agathactis é um gênero de traça pertencente à família Agonoxenidae.